# 平澤丁東
平澤丁東，又名平澤平七，日本語言學家，曾任職於臺灣總督府編修課。著有《臺灣の歌謠と名著物語》、《臺灣俚諺集覽》等。